# Papaipema aerata
Papaipema aerata é uma espécie de mariposa da família Noctuidae. Pode ser encontrada na América do Norte.
O número MONA ou Hodges para Papaipema aerata é 9468.